# The Aeronauts
The Aeronauts è un film del 2019 diretto da Tom Harper. Figurano fra gli interpreti Felicity Jones e Eddie Redmayne che tornano a recitare insieme a distanza di cinque anni dal film La teoria del tutto.
Il film è basato sulla reale storia del volo del 5 settembre 1862 degli aeronauti britannici James Glaisher e Henry Tracey Coxwell il cui pallone superò il record mondiale di altitudine, raggiungendo una quota misurata di 28.900 piedi (8.800 metri) e stimata in oltre 30.000 piedi.. Tuttavia, mentre Glaisher appare nel film, Coxwell è stato omesso dalla storia, sostituito dal personaggio immaginario di Amelia. La scelta è stata accusata essere un gravissimo caso di deliberato revisionismo storico, confermato anche dalla tentata giustificazione che "la rappresentazione è importante", tuttavia questo genere di operazioni è considerato altamente inappropriato per quanto riguarda film basati su reali fatti storici.

## Trama
Nel 1862 la pilota di mongolfiere Amelia Wren e lo scienziato specializzato in meteorologia James Glaisher partono per un'ascensione in mongolfiera con l'intento di confermare la teoria di James per cui si possono prevedere le variazioni meteorologiche. Glaisher aveva esposto le proprie ipotesi alla Royal Society, da cui però era stato deriso e ignorato; Amelia, invece, è rimasta segnata dalla morte del marito, suo compagno di viaggi in mongolfiera, morto suicida durante un precedente incidente quando si era gettato dal pallone aerostatico su cui stavano viaggiando (e che stava precipitando) per salvare la moglie liberando peso dal veicolo. Ciononostante, dopo un tentativo infruttuoso di adattarsi alla rigida società che la circonda e una visita alla tomba del marito, Amelia accetta con non poche difficoltà la richiesta di James di scortarlo nel volo.
Il pallone risale le nuvole e si imbatte in una violenta tempesta, durante la quale rischiano entrambi di morire; Amelia quasi sbalzata fuori dalla mongolfiera, mentre James batte la testa provocandosi un trauma cranico. Superata la zona pericolosa, i due si imbattono in una corrente d'aria trasportante numerose farfalle, confermando la teoria di un amico di James. Quest'ultimo incomincia a inviare piccioni che ha portato con sé per segnalare l'altitudine raggiunta, assieme ad altri appunti scientifici nel caso non dovessero sopravvivere. Il pallone supera i 7 000 m (23 000 piedi), battendo il record per la massima altitudine raggiunta ma, subito dopo, Amelia scopre che James non ha portato vestiti adatti alla temperatura in rapida diminuzione e decide di incominciare a scendere. James si rifiuta dando inizio a una discussione al termine della quale, di fronte all'insistenza del compagno, Amelia accetta di continuare a salire, chiarendo però che scenderanno presto.
A mano a mano che salgono, James incomincia a soffrire di ipossia ma vuole proseguire, finendo per avere una rissa con Amelia quando cerca di opporsi. La donna gli racconta del sacrificio di suo marito e ciò convince James a tornare giù; tuttavia, la valvola di rilascio di gas sulla parte superiore del pallone si è congelata. Glaisher perde i sensi, pertanto Amelia non ha altra scelta che arrampicarsi sulla mongolfiera e aprire la valvola incastrandoci dentro il suo stivale per ottenere un lento rilascio del gas. Subito dopo perde a sua volta conoscenza rischiando di scivolare giù, ma non cade dal pallone grazie alla corda che si è legata alla vita.
Quando i due riprendono i sensi, si accorgono che il pallone rischia di collassare per la perdita di troppo gas e nemmeno la chiusura della valvola rallenta la loro caduta. Incominciano quindi a buttare i pesi in eccesso dalla mongolfiera, incluso il cestino e restando aggrappati solo al pallone, ma la discesa non rallenta. Amelia si accinge quindi a sacrificarsi per salvare James come fece suo marito per lei, ma James la convince a usare il pallone come paracadute. Dopo una rovinosa caduta, i due si risvegliano a terra feriti ma euforici per essere sopravvissuti, tra l'altro stabilendo un nuovo record di altitudine di 37 000 piedi (11,3 km). Le scoperte di James spianano la strada alle prime previsioni meteorologiche e lui e Amelia partono successivamente per un altro volo in mongolfiera assieme.

## Promozione
Il trailer è stato pubblicato il 30 agosto 2019.

## Distribuzione
La pellicola è stata presentata in anteprima al Telluride Film Festival il 30 agosto 2019 e al Toronto International Film Festival l'8 settembre 2019, per poi essere distribuita nei cinema statunitensi il 6 dicembre 2019 da Amazon Studios.

## Riconoscimenti
- 2020 - Critics' Choice Awards[7]
  - Candidatura per i migliori effetti speciali